# Крук, Уолтер
Уолтер Крук (англ. Walter Crook; 28 апреля 1913, Уиттл-ле-Вудс — 27 декабря 1988, Меллор) — английский футбольный тренер, руководил такими командами как «Аякс», «Аккрингтон Стэнли» и «Уиган Атлетик». В качестве игрока, выступал на позиции защитника за «Блэкберн Роверс» и «Болтон Уондерерс», игровую карьеру завершил из-за травмы.

## Биография
Уолтер Крук родился 28 апреля 1913 года на западе Англии, в деревне Уиттл-ле-Вудс, графства Ланкашир.

### Клубная карьера
Профессиональным футболистом Уолтер стал в 1930 году. С 1931 года, Крук начал выступать за «Блэкберн Роверс». Начиная с 1934 года и во время Второй мировой войны Уолтер не пропустил ни одной игры своего клуба, как в Лиге, так и в кубке Англии, в подряд Крук сыграл 208 матчей, этот результат является рекордным для клуба и посей день. Во время Второй мировой войны, Крук был военным инструктором по физической культуры, а после войны, Уолтер был назначен капитаном «Блэкберна». Во всех турнирах Уолтер сыграл за «Блэкберн» 237 матчей и забил 2 мяча. В 1947 году, после ссоры с главным тренером Эдди Хэпгудом, Уолтер покинул команду и перешёл в «Болтон Уондерерс». За «Болтон» Крук сыграл 28 матчей, а затем был вынужден завершить свою карьеру из-за травмы.

### Тренерская карьера
Завершив вынуждено игровою карьеру, Уолтер в 1948 году стал тренером, первым местом его работы стал нидерландский «Аякс» из Амстердама. В то время, «Аякс» не был самым сильным клубом в стране. В сезоне 1949/50, «Аякс» стал победителем в своей Западной лиге, но выйдя в плей-офф чемпионата Голландии, клуб занял лишь четвёртое место, а чемпионом стал клуб «Лимбюргия». Примечательно то, что команда стала чемпионом именно в Амстердаме, обыграв в гостях «Аякс» со счётом 0:6. После неудачного сезона, Уолтер подал в отставку и вскоре вернулся в Англию.
Но уже в мае 1951 года, Крук стал тренером клуба «Аккрингтон Стэнли», предыдущий тренер команды Джимми Портер и его помощник Алик Стэнли Робинсон собственноручно уволились с занимаемых должностях поле крупного поражения команды со счётом 1:9 от клуба «Линкольн». Сезон 1950/51 команда закончила на 23-м месте, но ходу сезона, в начале июня 1951 года, совет директоров повысил Крука до должности тренера-менеджера. В следующем сезоне команда улучшила свой прошлый результат, заняв 22-е место. В июне 1952 года, Уолтер был назначен секретарём-менеджером, эта должность позволила ему пригласить на пост тренера бывшего игрока «Манчестер Юнайтеда» Билли Уигглесуорта. Но идея оказалось неудачной, и уже в январе 1953 года у Уолтера появились разногласия с советом директоров клуба, а в феврале, Крук подал в отставку. В июле 1953 года, Уолтер ненадолго вернулся в свой бывший клуб «Аякс», а в 1954 году стал тренером английского «Уиган Атлетика». С 1955 по 1970 год, Уолтер работал тренером в клубе «Престон Норт Энд».